# SU-5
Die SU-5 (russ. СУ-5) war eine sowjetische Selbstfahrlafette des Zweiten Weltkriegs. Die Bezeichnung SU bedeutet „Samochodnaja Ustanowka“ (Selbstfahrlafette).
Das Fahrzeug basiert auf dem leichten Kampfpanzer T-26, bei dem es sich wiederum um einen Nachbau des britischen Vickers 6-ton handelte. Es wurden mehrere Varianten gebaut, ohne dass es zu einer Serienfertigung kam.
- SU-1 – Selbstfahrlafette. Bewaffnet mit einer 76,2-mm-Kanone Modell 1927. Einzelfahrzeug, das 1931 gebaut und getestet wurde.
- AT-1 – „Artillery Tank“ (Artillerieunterstützungspanzer). Bewaffnet mit 76,2-mm-PS-3-Kanone oder L-7-Panzerkanone. Zwei Fahrzeuge wurden 1935 gebaut und getestet. Insgesamt waren zehn Fahrzeuge für 1936 geplant, der Auftrag wurde jedoch zurückgezogen (die Ischora-Werke hatten bereits acht Fahrgestelle angefertigt).
- SU-5-1 – Selbstfahrlafette mit einer 76,2-mm-Kanone Modell 1902/30 (oben offener Turm) Einzelfahrzeug, gebaut 1934.
- SU-5-2 – Selbstfahrlafette mit einer 122-mm-Haubitze Modell 1910/30 (oben offener Turm). Ein Einzelfahrzeug wurde 1934 gebaut; weitere 30 Exemplare im Jahre 1936.
- SU-5-3 – Selbstfahrlafette mit einem 152,4-mm-Mörser Modell 1931 (oben offener Turm) Einzelfahrzeug, gebaut 1934.
- SU-6 – Selbstfahrlafette mit einer 76,2-mm-Flugabwehrkanone (oben offener Turm) Einzelfahrzeug, gebaut 1935. Vier weitere Fahrzeuge, ausgerüstet mit einer 37-mm-Flugabwehr-Maschinenkanone waren für 1936 geplant.
- SU-T-26 (SU-26, dann SU-76P) – Selbstfahrlafette mit oben offenem Turm und einer 37-mm-Kanone oder 76,2-mm-Kanone Modell 1927. Die „S.M. Kirow-Werke“ in Leningrad fertigten 1941 14 Fahrzeuge, wahrscheinlich zwei mit der 37-mm-Kanone und zwölf mit der 76-mm-Kanone.